# Oxysmilia rotundifolia
Oxysmilia rotundifolia är en korallart som först beskrevs av Milne Edwards och Jules Haime 1848.  Oxysmilia rotundifolia ingår i släktet Oxysmilia och familjen Caryophylliidae. Inga underarter finns listade i Catalogue of Life.